# Phase Shift Keying

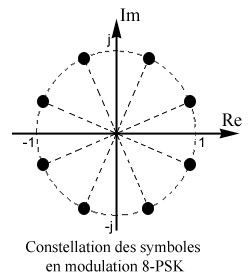
Diagram konstelacji dla modulacji 8-PSK

PSK (ang. Phase-Shift Keying), kluczowanie fazy – rodzaj modulacji cyfrowej, w której reprezentacja danych odbywa się poprzez dyskretne zmiany fazy fali nośnej.
W cyfrowej transmisji danych występują trzy główne klasy modulacji:
- kluczowanie amplitudy (ASK);
- kluczowanie częstotliwości (FSK);
- kluczowanie fazy (PSK).

Każda z metod pozwala na reprezentowanie danych poprzez modyfikowanie parametrów sygnału nośnego w zależności od tych właśnie danych; w przypadku PSK wykorzystywana jest zmiana fazy sygnału. Istnieją dwie podstawowe metody modyfikowania jej w ten sposób:
- poprzez kodowanie danych wprost za pomocą fazy, w tym przypadku demodulator musi mieć dostęp do sygnału odniesienia.
- poprzez kodowanie danych za pomocą zmian fazy, czyli metodą różnicową, wtedy niepotrzebny jest sygnał odniesienia.

## Kodowanie wprost
Każdy rodzaj cyfrowej modulacji wykorzystuje skończoną liczbę sygnałów w celu reprezentacji danych. W przypadku PSK używana jest skończona liczba faz sygnału, a każdej z nich przypisany jest unikatowy układ bitów. Zazwyczaj każda faza dekoduje tę samą liczbę bitów, a każda sekwencja bitów tworzy symbol reprezentowany przez pojedynczą fazę. Demodulator, specjalnie dopasowany do sekwencji symboli, które tworzy modulator, określa fazę otrzymanego sygnału i na tej podstawie odtwarza oryginalne dane. Metoda ta wymaga specjalnego sygnału odniesienia, do którego odbiornik mógłby porównać sygnał otrzymany w celu określenia fazy. Takie systemy nazywane są systemami koherentnymi.

## Kodowanie za pomocą zmian
Zamiast przyporządkowywać każdemu układowi bitów konkretną fazę, można również nadawać im odpowiednią jej zmianę. Demodulator będzie wtedy wykrywał zmiany fazy w nadawanym sygnale, a nie samą fazę. System taki nazywany jest różnicowym PSK, ponieważ metoda polega na obliczaniu różnicy między kolejnymi fazami. Metoda ta jest łatwiejsza w implementacji, ponieważ niepotrzebny jest w niej sygnał odniesienia, z drugiej zaś strony produkuje ona więcej błędów.

## Diagram konstelacji
Najlepszą metodą prezentacji działania PSK jest diagram konstelacji, który umieszczony jest w przestrzeni liczb zespolonych. Oś liczb rzeczywistych przedstawia składową synfazową, natomiast oś liczb urojonych kwadraturową. Amplituda każdego punktu na osi synfazowej jest używana do modulacji sygnału cosinus, natomiast amplituda na drugiej osi moduluje sygnał sinus (lub odwrotnie). W przypadku PSK, punkty na diagramie rozmieszczane są równomiernie na okręgu, co pozwala osiągnąć maksymalną odległość między fazami i tym samym uzyskać najmniejsze prawdopodobieństwo błędu. Ponieważ punkty są umieszczane na okręgu, transmitowane są z tą sama energią, a co za tym idzie, amplitudy sygnałów sinus i cosinus również są takie same.
Dwa podstawowe modele PSK to BPSK (ang. Binary Phase-Shift Keying), w którym wykorzystywane są dwie fazy, oraz QPSK (ang. Quadrature Phase-Shift Keing), w którym używane są cztery fazy. Teoretycznie stosowana może być dowolna liczba faz, jednak ponieważ transmitowane dane mają charakter binarny, to model PSK zazwyczaj projektowany jest z liczbą punktów konstelacyjnych będącą potęgą dwójki.